# (74084) 1998 OA10
(74084) 1998 OA10 – planetoida z pasa głównego asteroid okrążająca Słońce w ciągu 4,26 lat, w średniej odległości 2,63 j.a. Odkryta 26 lipca 1998 roku.